# 庫馬河 (北高加索)

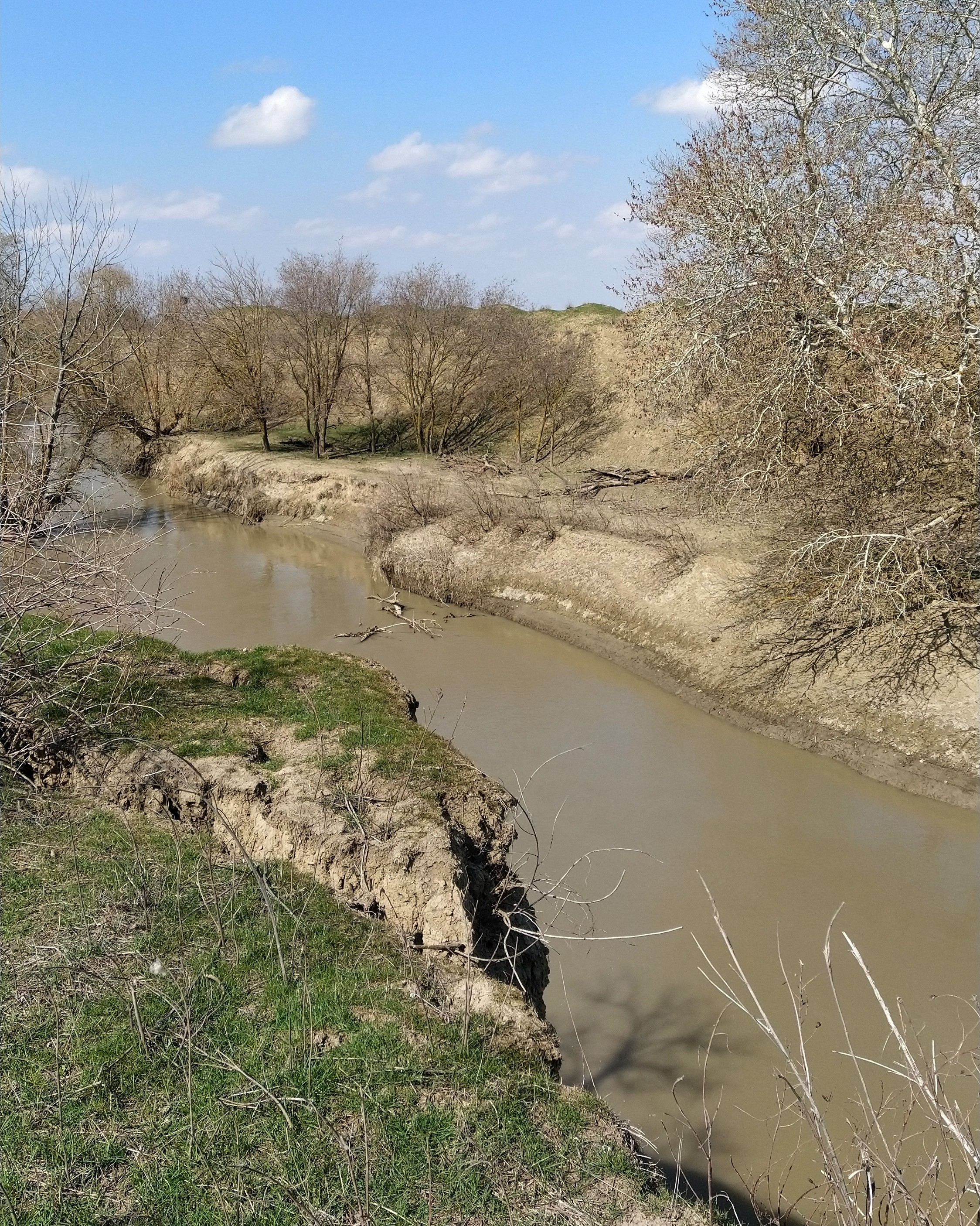

庫馬河（Кума́）是俄羅斯南部的一條河流。長802公里。發源於基斯洛沃茨克以西、卡拉恰伊-切尔克斯共和国的高加索山。之後向北流，經斯塔夫羅波爾邊疆區的礦水城、澤列諾庫姆斯克、布瓊諾夫斯克、涅夫捷庫姆斯克和達吉斯坦共和國，最後在達吉斯坦和卡爾梅克共和國注入裡海。